# 曹龍
曹龙（?—?），北魏前期的河西胡人。
413年七月，河西胡曹龙等率领部众二万多人前来攻打北魏的蒲子，西河胡人张外投降曹龙，推举曹龙为大单于。八月，曹龙请求投降北魏，并把张外抓住，送往北魏。北魏拓跋嗣杀掉张外。